# Petru Jardan
Petru Jardan (n. 11 martie 1976, Chișinău, RSS Moldovenească, URSS) este un jurist și politician din Republica Moldova, deputat în legislatura a XI-a a Parlamentului Republicii Moldova, ales pe listele Partidului „ȘOR”. A fost director al Aeroportului Internațional Chișinău în perioada 2013-2019.

## Educație
În anii 1994-1999, Petru Jardan a făcut studii de licență la Universitatea de Stat din Moldova, Facultatea de Drept, specializarea Drept Internațional. În 2008 și 2012 a obținut certificate de perfecționare profesională „Serviciul aeroportuar de siguranță a zborurilor” la Universitatea Națională de Aviație din Ucraina⁠(d).

## Carieră

### Aeroportul Internațional Chișinău
La 8 septembrie 1999, Jardan a fost angajat la Î.S. Aeroportul Internațional Chișinău în funcție de jurist. A lucrat în această calitate până în martie 2004, fiind promovat ca jurisconsult categoria a 2-a la 20 februarie 2002 și jurisconsult categoria 1 la 16 iulie 2003. Între 11 martie 2004 și noiembrie 2007 a fost șef al serviciului juridic al Aeroportului Internațional Chișinău. Tot în 2004 a devenit membru al Consiliului de administrare al aceleiași instituții. La 5 noiembrie 2007, Jardan a fost numit consilier al directorului general al Aeroportului și a activat în această funcție timp de trei luni, urmând să devină director al Departamentului Operațiuni la sol, până în aprilie 2012, apoi director general-interimar al Aeroportului, până în decembrie 2013. Petru Jardan a devenit director general al SRL „Avia Invest”, compania care gestionează Aeroportul Internațional Chișinău, la 24 decembrie 2013. A deținut această funcție până în 2019, când a devenit deputat în Parlamentul Republicii Moldova.
În august 2013, „Avia Invest” a preluat de la stat gestionarea Aeroportului printr-un contract de concesiune, pe o perioadă de 49 de ani. Potrivit administrației Aeroportului Internațional Chișinău, traficul de pasageri s-a dublat între 2012 și 2018 (sub conducerea lui Jardan), iar numărul de curse s-a triplat.
În paralel cu activitatea în cadrul Aeroportului, Jardan este co-fondator și, din 2010, vice-președinte al clubului de fotbal Milsami Orhei, deținut de omul de afaceri Ilan Shor.
În august 2019, și-a început activitatea Comisia parlamentară de anchetă pentru analiza modului în care s-au desfășurat privatizările în perioada 2013-2019, condusă de deputatul Igor Munteanu. Comisia a sesizat Centrul Național Anticorupție și Procuratura Generală, prezentând probele acumulate. La 19 septembrie, procurorul general a cerut în sala Parlamentului ridicarea imunității parlamentare a lui Petru Jardan și Vladimir Cebotari. Jardan a fost acuzat că, în perioada 2012-2014, deținând funcția de director interimar al Aeroportului Internațional Chișinău, ar fi comis abuz de serviciu prin crearea condițiile necesare pentru concesionarea Aeroportului. De asemenea, în calitate de membru al Grupului de lucru pentru elaborarea studiului de fezabilitate al acestui parteneriat public-privat, el ar fi acționat în interesul unui grup criminal organizat indicând condiții de concesionare în defavoarea statului, precum necesitatea selectării concesionarului prin concurs închis. Majoritatea deputaților au susținut cererea procurorului, însă în acel moment Jardan se afla în România.

### Activitate politică
Jardan este membru al Partidului „ȘOR”. În august 2018, a fost împuternicit în calitate de reprezentant al Partidului ȘOR în sectorul Botanica al municipiului Chișinău.
La alegerile parlamentare din 2019, a concurat atât pe listele de partid, cât și pe circumscripția nr. 23 Chișinău (sectorul Botanica). Nu a câștigat mandatul de circumscripție (cedând candidatului PSRM Oleg Lipskii), în schimb a devenit deputat în parlament datorită poziției sale în liste.

## Viață personală
Petru Jardan este căsătorit și are un copil. Soția sa este contabil-șef al clubului Milsami. Politicianul este domiciliat în municipiul Chișinău. Cunoaște limbile rusă, română și engleză.